# VTV1
VTV1 è una rete televisiva vietnamita.
Lanciata il 7 settembre 1970, le trasmissioni coprono un palinsesto di diciotto ore e mezzo e sono composte da trasmissioni di cultura, attualità, cinema ed istruzione.
In passato VTV1 ha avuto come nomi TV Viet Nam, VTV e TV1.